# Lumbricillus maximus
Lumbricillus maximus är en ringmaskart som först beskrevs av Wilhelm Michaelsen 1888.  Lumbricillus maximus ingår i släktet Lumbricillus och familjen småringmaskar. Inga underarter finns listade i Catalogue of Life.